# Freqüència espacial

La freqüència espacial implica l'estudi de les distàncies entre sinus i cosinus de les ones sinuosoïdals.

La freqüència espacial és un concepte emprat en matemàtica, física i enginyeria, emprat per definir la característica d'algunes estructures que tenen una posició periòdica en l'espai. La freqüència espacial és una mesura per saber quant sovint les ones sinusoidals que la componen (determinades per la transformada de Fourier) es repeteixen per unitat de distància. La unitat de mesura per la freqüència espacial, segons el Sistema Internacional d'Unitats, és el cicle pe metre c/m. En les aplicacions del processament d'imatges, la freqüència espacial s'expressa en cicles per mil·límetre c/mm o en parells de línies per mil·límetre.
En la mecànica d'ones, la freqüència espacial s'expressa generalment {\displaystyle \xi }
i de vegades {\displaystyle \nu }, tot i que aquesta segona manera s'utilitza també (per exemple la Constant de Planck) per representar la freqüència temporal. Està relacionada amb la longitud d'ona {\displaystyle \lambda } a través de la fórmula
{\displaystyle \xi ={\frac {1}{\lambda }}.}
També el nombre d'ona {\displaystyle k}, mesurat en radians per metre, està relacionat amb la freqüència espacial i amb la longitud d'ona en l'equació:
{\displaystyle k=2\pi \xi ={\frac {2\pi }{\lambda }}.}

## Percepció visual
En l'estudi de la percepció visual, les gràfiques sinusoidals es fan servir per demostrar les capacitats del sistema visual. A partir d'uns estímuls, la freqüència espacial s'expressa com a el nombre de cicles per grau d'angle visual. Les ones sinusoidals difereixen entre elles en la seva amplitud (la magnitud de la diferència d'intensitat entre les bandes clares i les fosques) i també es diferencien en l'angle.

### Teoria de la freqüència espacial
Als començaments de l'estudi del funcionament del còrtex visual es va observar que les neurones d'aquesta zona el cervell reaccionaven sobretot davant la visió de línies rectes i siluetes, motiu pel qual Hubel i Wiesel van postular que aquesta era la manera com funcionava la visió humana. De Valois i col·laboradors van notar, poc després, que aquestes neurones reaccionen encara més fortament davant l'estímul que suposa veure franges de llum o color molt marcades, fet que els va portar a postular que el cervell humà opera en un codi de freqüència espacial, no segons el codi de vores rectes de la hipòtesi de Hubel i Wiesel. En suport d'aquesta teoria està l'observació experimental que les neurones del còrtex visual responen més a les gràfiques sinusoidals relacionades amb angles específics en els seus receptius camps de visió que a les línies rectes i vores. La majoria de les neurones del còrtex visual primari responen millor quan l'ona sinuosoïdal d'una freqüència en particular es presenta en un angle determinat en una localització específica del camp visual.
La teoria de la freqüència espacial de la visió es basa en dos principis físics bàsics:
- Qualsevol estímul visual pot ser representat amb punts que simbolitzen la intensitat de la llum a través de les línies que passen per ell.
- Qualsevol corba es pot descompondre en les ones sinusoidals que la constitueixen, utilitzant l'anàlisi de Fourier.

Aquesta teoria estableix que a cada mòdul funcional del còrtex visual, es pot aplicar l'anàlisi de Fourier actuant sobre el camp receptiu i les neurones i es creu que cada mòdul respon selectivament a diverses orientacions i freqüències de les ones sinusoidals. Quan totes les neurones del còrtex visual que estan influenciades per una imatge específica responen conjuntament, la percepció de la imatge es crea per la suma de diverses ones sinusoidals. Generalment l'individu no és conscient dels components individuals de la freqüència espacial, ja que tots els elements estan barrejats en una representació d'un continu sense canvis sobtats entre la informació procedent d'un mòdul i la del mòdul següent. Això no obstant, sobre la base dels procediments de filtratge emprats en computació informàtica, es pot descompondre una imatge en els seus components individuals de freqüència espacial. Actualment es considera que la teoria de la freqüència espacial de la visió no contradiu la teoria de Hubel i Wiesel, sinó que són compatibles. La investigació sobre la detecció de neurones visuals a través de la freqüència espacial serveix de complement i amplia els estudis previs que es feien usant l'estudi de les arestes adjacents.
Altres investigacions han mostrat que diferents freqüències espacials aporten diferent informació sobre l'aparició d'un estímul. Les freqüències espacials altes representen canvis abruptes en la imatge, com ara les vores i generalment corresponen a una informació sobre una característica o sobre detalls precisos de la imatge. Les freqüències espacials baixes, per altra banda, representen informació global sobre la forma com ara l'orientació general i les proporcions. Se sap que la percepció ràpida i específica de rostres depèn més de la informació de les freqüències espacials baixes. En la població general d'adults, el llindar de la discriminació de la freqüència espacial és d'un 7%, el qual és encara inferior en individus amb dislèxia.

### Els gràfics sinusoidals i l'equació de Michelson
Hi ha una equació ideada per Albert Abraham Michelson que serveix per quantificar la freqüència espacial:
{\displaystyle {\frac {I_{\mathrm {max} }-I_{\mathrm {min} }}{I_{\mathrm {max} }+I_{\mathrm {min} }}}.}
Aquesta és la ràtio entre el punt més baix i el màxim de l'ona sinusoidal, que és el doble de la mitjana. Un nivell en el camp visual representa quatre cicles del patró d'ona.